# Континентальный водораздел

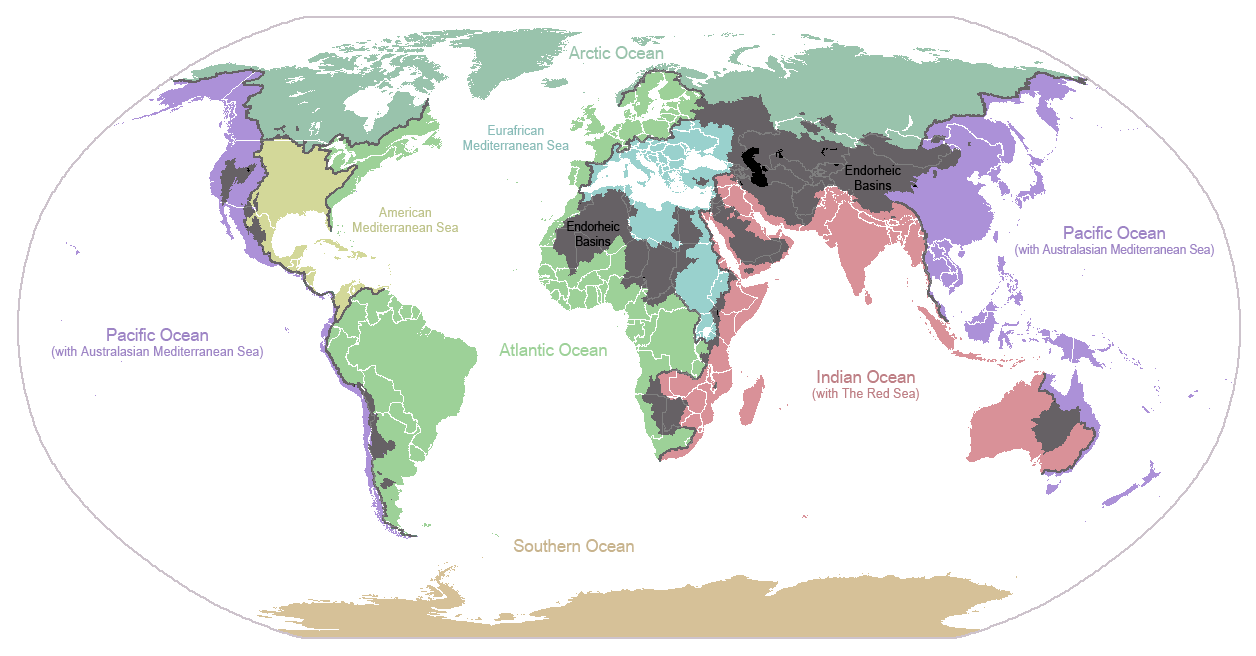
Основные океанические бассейны, бессточные области и континентальные водоразделы Земли

Континента́льный водоразде́л (синонимичный термин — материко́вый водоразде́л) — водораздел на континенте, расположенный таким образом, что водосборные бассейны на разных сторонах водораздела связаны с разными океанами, либо один из бассейнов является бессточной областью, не связанной с мировым океаном (например, бассейн Каспийского моря). На каждом континенте Земли, за исключением Антарктиды (где нет известных значительных, определяемых речных водотоков), существует по крайней мере один континентальный водораздел.
Конечными точками континентального водораздела могут быть береговые линии заливов, морей или океанов, граница бессточной области или другой континентальный водораздел. Континентальные водоразделы вокруг бессточных областей являются замкнутыми линиями (например, Евразийский кольцевой континентальный водораздел). Конечные точки, где континентальный водораздел встречается с побережьем, не всегда определены, поскольку точная граница между соседними водоемами обычно не определяется четко. Публикация Международной гидрографической организации «Границы океанов и морей» определяет точные границы океанов, но не является общепризнанной. Там, где два водораздела пересекаются, они образуют тройной водораздел, точку, где встречаются три океанических (или бессточных) бассейна.